# Pataxós-hã-hã-hães
Os pataxós-hã-hã-hães são um grupo indígena brasileiro que habita as áreas indígenas Fazenda Baiana e Terra indígena Caramuru-Paraguaçu, no sudeste do estado da Bahia, no Brasil. Resultam da união dos antigos pataxós hã hã hães com os baenãs, os camacãs, os mongoiós, os sapuiás-quiriris e parte dos geréns e dos tupiniquins. A sua população atual, segundo dados do Instituto Socioambiental, é de cerca de 2 200 pessoas.
Vivem em duas reservas no sul do estado da Bahia. A mais populosa é a reserva indígena Caramuru-Paraguaçu, que possui 54 099 hectares e que abrange áreas dos municípios de Itaju do Colônia, Camacã e Pau Brasil. A outra reserva é a Reserva Fazenda Baiana, com 304 hectares, localizada no município de Camamu, no baixo-sul da Bahia, onde vivem cerca de 72 pessoas.

## História
Por volta de 1920, na Bahia, os Índios Pataxós hã hã hãe e os Baenãs viviam tradicionalmente, nas grandes florestas entre os rios Cachoeira, rio Pardo, Gongogi e outros. Esses índios eram nômades, coletavam frutos e se sustentavam das florestas em que viviam, nessa região, entre: Pau Brasil (antiga Santa Rosa), Camacã, Itaju do Colônia, Palmares, Vitória da Conquista e outras regiões. Porém, haviam outros de aldeias existentes ao redor que estavam praticamente extintos, como os de São Pedro de Alcântara conhecidos também como Ferradas onde viviam os Kamakãs; São Fidélis onde viviam os Gueréns; Pedra Branca próximo a Jequié, na Bahia, onde habitavam os Kariri-Sapuyá; e Olivença que até hoje vivem os Tupinambás. Várias dessas etnias tiveram que se deslocar de suas aldeias, e foram para a área do Caramuru, local reservado para os índios que estavam sendo desabitados de suas aldeias.[carece de fontes?]

### Resumo da História dos Povos Indígenas em Vitória da Conquista e Regiões Circunvizinhas
O território atual de Vitória da Conquista, na Bahia, foi historicamente habitado por várias etnias indígenas, como os , Ymborés, Pataxó, Camacan Mongoió, e Kariri-Sapuyá. Esses grupos viviam em uma vasta área chamada Sertão da Ressaca, entre o Rio Pardo e o Rio das Contas.

### Migração e Refúgio
A pressão dos colonizadores portugueses forçou muitos povos indígenas, incluindo os Kariri-Sapuyá e outros citados acima, a migrarem em busca de refúgio. Para escapar da opressão de colonizadores, coronéis e posseiros, eles se moveram por diversas regiões, encontrando e formando alianças com outras etnias para sobreviver. Esses movimentos resultaram no estabelecimento de tribos em áreas como Verruga em Itabuna, Areia Branca (antigo Arraial de Pina, hoje Jussari), e a reserva indígena Caramuru Catarina Paraguaçu. Isso levou a uma fusão cultural surgindo o nome Pataxós Hã Hã Hãe misturas de etnias.
Em 1926, foi reservado aos índios pataxós hã hã hãe, uma área nomeada de Reserva Indígena Caramuru, criada pelo SPI (Serviço de Proteção ao Índio), no estado da Bahia. Os índios das demais aldeias também ficaram nessa reserva, desde então começaram a habitar nesta área diversas etnias. O SPI foi conquistando mais índios que ainda viviam de forma tradicional. Homens que trabalhavam a serviço da proteção indígena "amansavam" os índios que eram encontrados (muitas vezes usavam o faro dos cães para a busca), além de os ensinarem a falar o português do Brasil e como trabalharem para autossustento.[carece de fontes?]
Houve épocas difíceis, de secas: não havia caça e quando os rios estavam secos esses índios eram deslocados para os locais do Mundo Novo e Rancho Queimado, em épocas chuvosas eles retornavam novamente para o SPI do Caramuru. Dentro dessa mesma aldeia também havia uma localidade chamada de Rio Pardo, exatamente porque o Rio Pardo passava por dentro da aldeia.
Após a adaptação dos índios no Posto Caramuru, houve conflitos com o Serviço de Proteção Indígena. O SPI levou pequenos agricultores para ensinarem os índios as técnicas de plantio e colheita de uma área específica, e também a falar. Há relatos, no livro indígena, Mapeando Parentes (identidade, memória, território e parentesco na Terra Indígena Caramuru-Paraguaçu) dos organizadores: M. Rosário de Carvalho, Ana Claudia G. de Souza e outros, que muitos desses homens que foram trazidos para ensinarem os índios a falar, os obrigavam a não pronunciar a língua da sua comunidade, alguns eram amarrados em árvores e castigados sem direito a beber água durante o dia todo. Tempos depois, mais especificamente nos anos setenta, houve uma tentativa de roubo das terras indígenas, diversos fazendeiros conseguiram "títulos falsos", como donos de áreas da reserva Caramuru, através do estado da Bahia. Foi quando iniciaram os conflitos e guerras entre fazendeiros e índios pelo direito à terra, nesses conflitos houve muitas mortes, principalmente dos índios pataxós hã hã hãe. A história, por fim, é marcada por lutas e conquistas.

## Cultura
A cultura indígena dos pataxós hã hã hãe é conhecida por trazer uma linguagem nativa: suas crenças, danças, culinária, produção artesanal e suas lutas pela sobrevivência, bem como representadas em suas pinturas. A língua dos pataxós, persistiu até 1938. Após a chegada do SPI, houve um choque cultural, os índios eram obrigados a aprender a língua portuguesa, por esse motivo a língua da comunidade foi "perdida". Ainda existem anciões que recordam da sua antiga língua. Atualmente, na aldeia indígena é comentado a linguagem dos Bahetás, por coexistir várias etnias em uma mesma aldeia.[carece de fontes?]
O tohé (pronunciado como Toré)  como é chamado na aldeia é a dança típica indígena, um ritual onde cantam música e dançam com seus adereços e seus chocalhos feitos artesanalmente.
No século XXI, os índios pataxós hã hã hãe têm acesso às cidades, mas anteriormente, nas épocas de retomadas e quando não tinham livre acesso aos mercados das cidades, os indígenas sobreviviam de caça, pesca, frutos e produziam farinha de mandioca, cultivavam feijões até conseguirem se deslocarem da aldeia para as cidades sem o perigo de serem mortos. Depois disso, a caça e a pesca ficaram ligados à cultura indígena não somente dos hã hã hãe, mas também de índios de outras etnias.[carece de fontes?]
Apesar da situação dos povos indígenas serem ruim para alguns devido o problema que possui em relação à terra. No entanto nós pataxó vêm lutando para manter nossa cultura e costumes, muitos ainda vivem de caças, colheitas. Nós pataxó Hãhãhãe temos varias cultura e uma delas são as pinturas corporais; pinturas que são feitas com calda de jenipapo, que tem uma duração de 15 dias e também com a semente de urucum para da uma cor avermelhada. Essas pinturas têm um significado próprio: tem pintura de guerra e tem aquelas especiais no dia de rituais alegres. Dias de rituais são dias em que se reúnem todos os índios para dançar o tohé. Unem homens e mulheres, crianças e idosos formando um circulo em forma coletiva. A dança é uma das formas básica que mantêm viva a cultura. O tohé é cantado em momentos triste, mas também em momentos alegres de celebração, porque é um ritual de integração entre os sentimentos indígenas, é uma forma de oração coletiva. Temos também o artesanato, artes feitas com sementes extraídas aqui em nossa aldeia. O artesanato faz parte do nosso dia-a-dia, algumas pessoas vivem desta arte, saem para vender seus artesanatos em outras cidades que é uma força para sustentar nossa cultura.

## O índio Galdino
A etnia pataxó hã hã hãe ganhou uma trágica notoriedade após o assassinato do índio Galdino Jesus dos Santos, um dos líderes deste povo, em 1997. Ele dormia em uma parada de ônibus em Brasília quando assassinos de classe média alta atearam fogo ao seu corpo, alegando que o confundiram com um mendigo.[carece de fontes?]
Em 1997 o grupo indígena pataxó hã hã hãe, foi ao Distrito Federal para uma reunião em busca da retomada de suas terras, que havia sido ocupada por fazendeiros. E tiveram esse triste acontecimento onde ocorreu a morte de um dos líderes, Galdino Jesus dos Santos.[carece de fontes?]

## Aldeia Caramuru-Paraguaçu e o rio Pardo

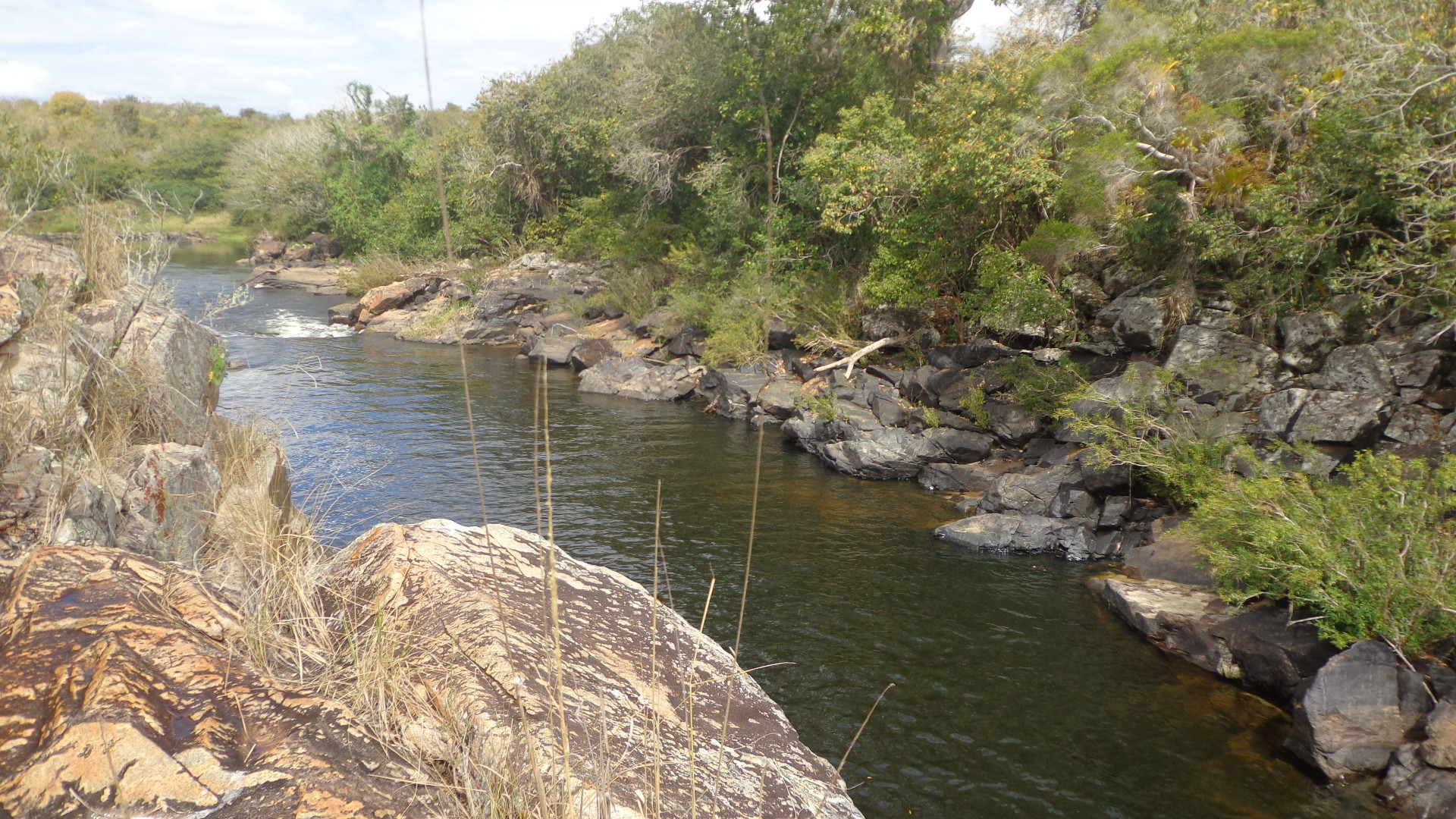
Margens do Rio Pardo na aldeia indígena no Sul da Bahia.

Após a história dos índios pataxós hã hã hãe, alguns deles conviveram na localidade chamada rio Pardo por ter a passagem do Rio em uma parte da aldeia, podemos destacar a passagem desse rio nessa área do sul da Bahia.[carece de fontes?]
"O Pardo é um rio federal que percorre uma extensão de 565 km, sendo 220 km no território mineiro, da nascente, no município de Rio Pardo de Minas, a cerca de 750 m de altitude, até a foz em Canavieiras, no estado da Bahia, quando deságua no Oceano Atlântico, a 18 km acima da foz do Rio Jequitinhonha".
O Rio Pardo nasce em Minas Gerais e percorre vários territórios, incluindo várias áreas da Bahia, muitos habitantes das regiões sul da Bahia sobrevivem por intermédio do Rio Pardo e demais rios. Porém, o maior que percorre pela aldeia do Caramuru-Paraguaçu é o Rio Pardo, e a seca, o desmatamento ao longo do tempo em área onde passa este rio acabou secando algumas partes decorrentes na área indígena. Em épocas de chuvas o rio ainda consegue encher e chegar a um nível alto dependendo do regime de dias de chuvas, mas não consegue segurar esse volume de água por muito tempo. A criação de gados também ajudou para que isso ocorresse (nesse caso o desmatamento para criação de Pastos).[carece de fontes?]

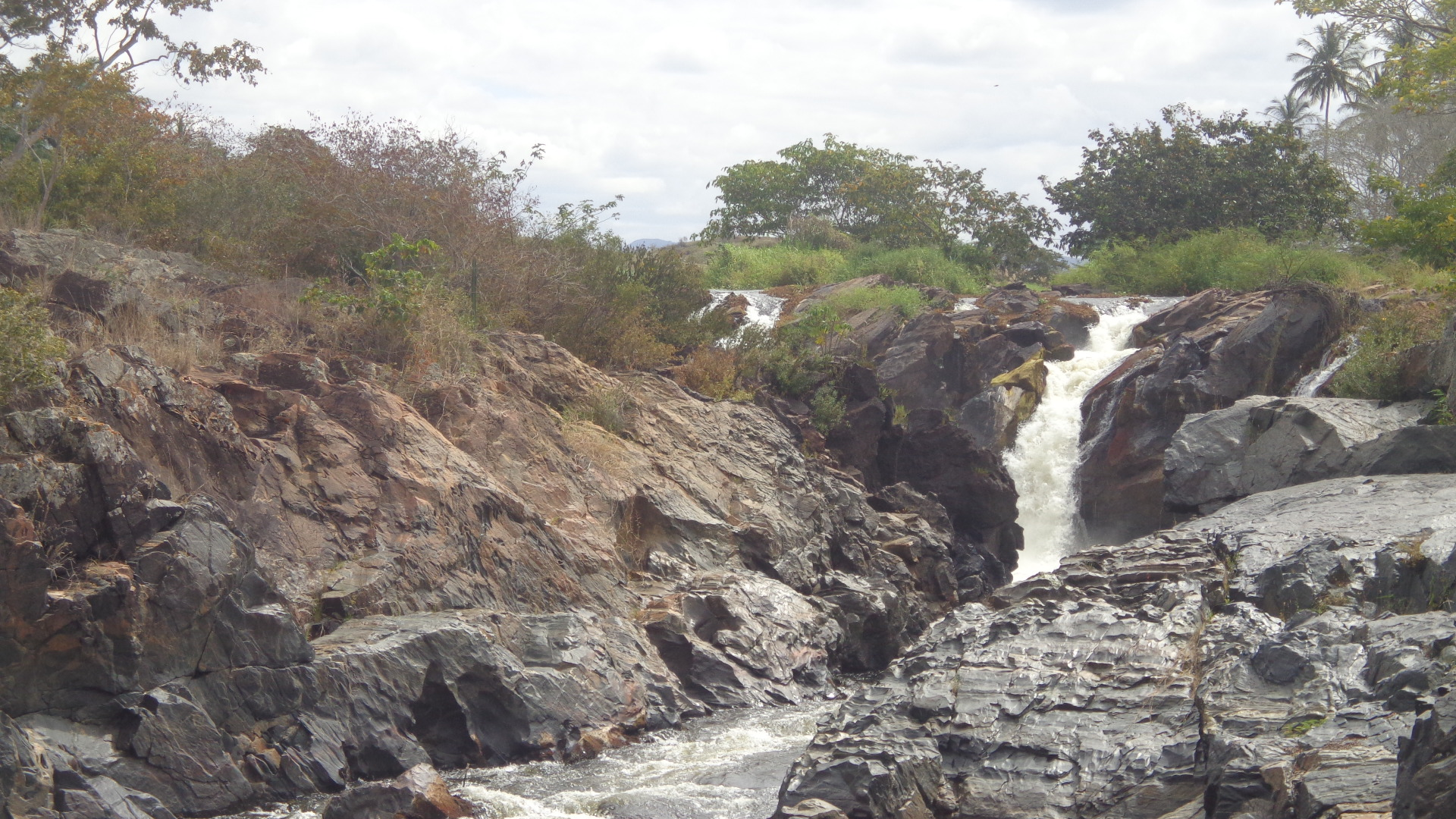
Proximidades da cachoeira do Rio pardo e as margens na aldeia indígena sul da Bahia. Próximo a Pau Brasil.

As figuras ao lado mostram o Rio pardo nas áreas indígenas com baixo nível de água, foto tirada no final de 2015, período da seca que ocorreu essa época. Atualmente, grupos e colaboradores se reúnem procurando soluções e formas para não deixar a nascente deste rio secar.  Pois a quantidade de água da nascente não é mais como antes. A recuperação da nascente deste rio é demorada, mas resultados virão, para que ele não morra. Sabendo que uma terça parte dos índios Pataxós hã hã hãe sobrevivem exatamente do rio pardo, com suas pescas e necessidades do dia-a-dia.[carece de fontes?]